# Anacondapoker
Anacondapoker is een van de vele pokervarianten. Het behoort tot de groep van Drawpoker. Deze spelvorm onderscheidt zich doordat de spelers kaarten met elkaar uitwisselen.

## Spelverloop
- Iedere speler krijgt zeven kaarten.
- Elke speler pakt vier van zijn eigen kaarten en geeft deze gesloten door aan zijn linker buurman.
- Elke speler pakt de kaarten die hij/zij aangereikt heeft gekregen en voegt deze toe aan de kaarten die hij al heeft.
- Dezelfde handeling wordt nog een paar keer herhaald:
  - Met drie kaarten die naar rechts worden doorgegeven.
  - Met twee kaarten die naar links worden doorgegeven.
  - Met één kaart die naar rechts wordt doorgegeven.
- Nu neemt iedere speler uit zijn verzameling van zeven kaarten, de vijf kaarten waarmee deze de beste combinatie kan maken.
- De speler met de beste combinatie wint.

## Inzetten
Tijdens het spelverloop zijn er verschillende momenten waarop de spelers kunnen inzetten en verhogen.
Aangezien er veel verschillende vormen van Anacondapoker zijn, zijn deze momenten niet in het bovenstaande spelverloop aangegeven.

## Varianten
Het spelverloop kan op veel manieren gevarieerd worden:
- Door het aantal kaarten dat de spelers aan het begin uitgedeeld krijgen te variëren.
- Door het aantal kaarten dat doorgegeven wordt te variëren.
- Door alle kaarten altijd in één richting door te geven.
- Door de momenten waarop ingezet kan worden.